# Marcelo Silva
Marcelo Andrés Silva Fernández dit « Marcelo Silva », né le 21 mars 1989 à Mercedes en Uruguay, est un footballeur uruguayen. Il joue au poste de défenseur central au Real Salt Lake en MLS.

## Palmarès
- Troisième du championnat sud-américain des moins de 20 ans en 2009 avec l'équipe d'Uruguay des moins de 20 ans.